# Velika Kopanica
Velika Kopanica – wieś w Chorwacji, w żupanii brodzko-posawskiej, w gminie Velika Kopanica. W 2011 roku liczyła 1762 mieszkańców.